# Антена (медіагрупа)
«Антена» (рос. «Антенна») — співтовариство регіональних медіа Черкаської області, Україна, до якого входять: 
- громадсько-політичний тижневик (газета), регіональний, видається в м. Черкаси.
- телеканал «Антена», локальний телеканал, що поєднує в єдину мережу телевізійні студії кількох міст області і який має цілодобове мовлення в ротаційному новинному форматі
- інтернет сайт «Антена он-лайн» . Відео та текстові новини, Інтернет-трансляція телеканалу «Антена»

## Історія розвитку
Медіагрупа «Антена» є одним з провідних інформаційних ресурсів черкаського регіону.
Газета «Антена» була створена у 1997 році журналістом Валерієм Воротніком. Влітку 1998 року почав працювати інтернет-сайт, який на той час був лише інтернет-версією друкованого видання, але згодом перетворився на багатофункціональний інтернет-портал, що вміщує крім текстових новин Черкащини та України, новинний відео-контент та здійснює цілодобову інтернет-трансляцію телеканалу «Антена» («Антена-плюс»).
Газета «Антена» — це лише частка розгалуженого інформаційного проєкту, що вміщує в себе друковане щотижневе видання, інформаційний інтернет-сайт та, з лютого 2006 року, телевізійний канал «Антена-плюс», що має цілодобове мовлення на територію міста Черкаси. З листопада 2008 року телеканал здійснює цілодобове мовлення в мережі інтернет.
У 2006 році на базі газети було створено телеканал "Антена", який працює і донині. Телеканал узяв за приклад роботу європейських і американських телеканалів і створив власний унікальний формат, який дозволяє бути оперативними, втамовувати інформаційний голод глядачів, при цьому не нав'язуючи їм суб'єктивну думку журналістів.
Наразі телеканал "Антена" — перший і єдиний місцевий телеканал, що мовить у ротаційному форматі. Це означає, що кожен телевізійний сюжет виходить в ефір понад 100 разів протягом кількох днів, що дає змогу усім нашим глядачам отримати інформацію у зручний для них час. Тобто, ми спробували поєднати новинний телеканал і телебачення на запит.

## Редакційна політика
Головний принцип інформаційної політики — дотримання демократичних стандартів та повага до прав і свобод людини. Корпоративна філософія — лібералізм. Стратегічна мета — розбудова в Україні демократичного громадянського суспільства, де кожен зможе реалізувати своє право на свободу слова та думки.